# Mosquée Driba
La mosquée Driba (arabe : جامع الدريبة) ou ancienne mosquée Sidi Lakhmi (جامع سيدي اللخمي الأصلي), est l'une des mosquées les plus anciennes de la médina de Sfax.

## Localisation
La mosquée se trouve dans la rue Driba, en face de Dar Jellouli, l'actuel musée des arts traditionnels de Sfax. Elle ouvre aussi sur la rue Cheikh Ennouri du côté ouest Elle est très proche du hammam El Soltane et des mausolées de Sidi Feriani et Sidi Jebla.

## Histoire
À son arrivée de Kairouan à Sfax au XIe siècle, Sidi Belhassan El Lakhmi bâtit une petite mosquée, qui évolue rapidement en un centre de formation scientifique régional. En 1289, l'édifice subit des travaux de restauration et d'agrandissement pour l'adapter à sa nouvelle fonction et au nombre de visiteurs. De nombreux scientifiques y font leurs études comme le cheikh Muhammad El Khemiri, le cheikh Ali El Moakher et Abou Bakr El Gargouri. Parmi ses enseignants figurent le cheikh Abdel Salam Charfi et son fils Taïeb Charfi.
Durant le XXe siècle, et comme la plupart des monuments de la médina de Sfax, le bâtiment tombe en ruines à la suite des bombardements de la Seconde Guerre mondiale, en 1942. Une deuxième mosquée est bâtite à sa place pendant le protectorat, et prend le nom de la mosquée Driba, vu son emplacement.

## Architecture

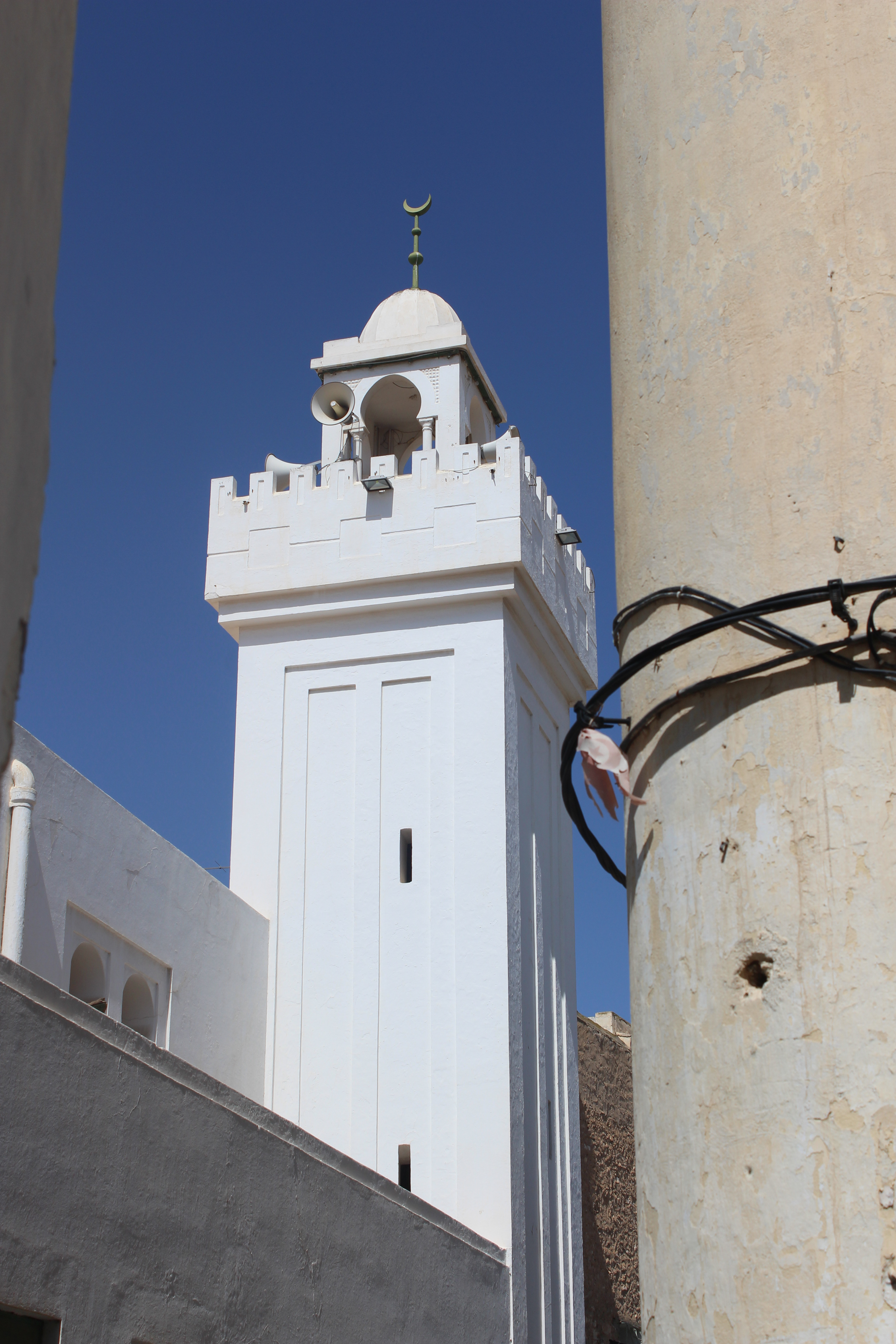
Minaret de la mosquée.

L'actuelle mosquée Driba a un style architectural hybride où l'on trouve à la fois des caractéristiques arabes et françaises, dont la plus importante est le fait qu'il comporte deux étages, chose très rare dans les édifices religieux musulmans, et qui se justifie par les fatwas de certains imams qui interdisent la prière dans des endroits élevés.
Elle occupe une superficie totale de 320 mètres carrés dont la plus importante partie est occupée par la salle de prière et les galeries latérales. On peut accéder à l'intérieur par quatre entrées au niveau des deux façades. Ces dernières se distinguent par leur simplicité et la multiplicité des fenêtres partagées en deux lignes, et qui créent un éclairage naturel pour la salle de prière. L'accès au premier étage se fait par des escaliers situés à l'angle ouest. Le but principal de cet étage est d'augmenter la capacité de la mosquée à accueillir des fidèles.
La mosquée comporte aussi un minaret carré (ce qui confirme son appartenance au rite malikite) et une chambre pour l'imam connectés par un petit patio.